# Tomáš Konečný
Tomáš Konečný, češki kolesar, * 11. oktober 1973, Olomouc, Češkoslovaška.
Konečný je upokojeni cestni kolesar, ki je med letoma 1996 in 2007 tekmoval za ekipe Husqvarna–ZVVZ, ZVVZ–Giant–AIS, Domo–Farm Frites–Latexco, Ed' System ZVVZ, T-Mobile Team, Wiesenhof–AKUD in Elk Haus–Simplon. Nastopil je na poletnih olimpijskih igrah leta 2000, kjer je zasedel 28. mesto v kronometru in 75. mesto na cestni dirki. Na dirkah Grand Tour je največji uspeh dosegel z etapno zmago na Dirki po Španiji leta 2001. Leta 1997 je bil drugi na Veliki nagradi Kranja, leta 1998 je zmagal na Dirki po Algarveju, leta 2000 je zmagal na kanadski dirki Tour de Beauce, leta 2002 je bil šesti na spomeniku Milano–San Remo, leta 2003 pa je bil tretji na Dirki miru. Leta 1999 je postal češki državni prvak na cestni dirki. Od leta 2015 je športni direktor v UCI Continental ekipi Tufo–Pardus Prostějov.